# Мор. Книга буття України
«Мор. Книга буття України» — книга українського письменника, журналіста, дослідника Голодомору 1932–1933 Олександра Володимировича Міщенка (псевдонім «Олесь Воля»). Збірка історичних документів і спогадів очевидців про події Голодомору.

## Анотація книги (2-ге видання 2002 року)
«Це книга-пам'ятник. Книга-сповідь. Книга-реквієм по убієнних голодною насильницькою смертю наших співвітчизниках у тридцять другому — тридцять третьому роках минулого століття». В книзі, обсягом 1150 сторінок, один із найавторитетніших дослідників голодоморів, Олесь Воля, використовуючи історичні факти, свідчення очевидців, архівні документи дає правдиву відповідь, хто ж організував штучний голод — винищення українців у 1932–1933 роках. Крім спогадів очевидців, у книзі міститься понад 100 фотодокументів Центрального державного кінофотофоноархіву України імені Г. С. Пшеничного, Українського національного інформаційного агентства «Укрінформ», Служби безпеки України, а також наданих свідками Голодомору.
2003 року книга номінувалась на здобуття Національної премії України імені Тараса Шевченка.

## Видання
- Олесь Воля. Мор. Книга буття України. — Київ : Дорога Правди, 1993. — 432 с. — ISBN 5-7707-4278-X.
- Олесь Воля. Мор. Книга буття України. — Київ : Кобза, 2002. — 1152 с. — 4000 прим. — ISBN 966-8024-08-7.